# リトル・モンスターズ
『リトル・モンスターズ』（原題:Little Monsters）は2019年に公開された米英豪合作のゾンビ映画である。監督はエイブ・フォーサイス、主演はルピタ・ニョンゴとアレクサンダー・イングランドが務めた。

## ストーリー
デイヴは口の悪い、冴えないミュージシャンだった。激しい口論の末に恋人と破局した後、デイヴは姉の家に転がり込んだ。そんなある日、甥のフェリックスを幼稚園まで送っていったところ、デイヴは幼稚園の先生（キャロライン）に一目惚れした。その後、デイヴは園が遠足の手伝いを募集していることを知り、それに志願したが、彼の主目的はキャロラインとお近づきになることだった。
遠足の日、目的地の農場では子供番組の収録が行われており、静かに遠足を楽しめる状況ではなかった。また、デイヴはキャロラインが既に婚約していることを知り、意気消沈した。その頃、国の実験施設から大量のゾンビが脱走しており、ゾンビたちはデイヴたちがいる農場に向かっていた。トラクターに乗っている最中、デイヴ一行はゾンビの集団に襲われたが、農場はゾンビたちに占領されており、逃げ道は最早なかった。
デイヴ一行は乗ってきたバスで逃走しようとしたが、バスもまたゾンビに占拠されていた。取り敢えず、一行は近くのギフトショップに逃げ込もうとしたが、そこには既に子供番組の司会者（テディ）が立て籠もっており、一行を中に入れてくれなかった。そこで、デイヴは屋根を壊して内部に侵入し、テディに一発お見舞いした後、キャロラインと子供たちを中に招き入れた。その後、デイヴは空腹を訴えるフェリックスにチップスを与えたが、そのチップスには乳脂肪分が含まれていたため、牛乳アレルギーのフェリックスは発作を起こしてしまった。苦しむフェリックスの姿を見たキャロラインは危険を顧みずに外に出て、トラクターに残されていた彼のカバンからエピネフリンを持ち帰ってきた。その頃、テディは軍のヘリコプターに救助を求めるべく、屋根の上でシグナルを送っていた。足を滑らせて転落したテディだったが、デイヴに救助されて事なきを得た。テディは「俺は本当は子供が大嫌いなんだ。好きなのは酒、セックス、熟女だ」とデイヴに打ち明けた。
その日の夜、テディと子供たちが眠りについた後、デイヴとキャロラインは自分のことについて語り合った。デイヴは「俺がガキの頃、親父は俺らを捨ててどこかへ行っちまった。それ以来、姉だけが俺の家族だった。」と言った。キャロラインは「婚約者が浮気したので、実はもう婚約を解消したの。結婚指輪をまだはめているのは、変な男が寄りついてくるのを防ぐため」と言った。
翌日、軍隊が農場にやって来たが、その目的はゾンビたちを焼き尽くすことであり、デイヴたちの救出ではなかった。そのため、一行は安全な場所に避難する必要に迫られることになった。

## キャスト
※括弧内は日本語吹替声優。
- ルピタ・ニョンゴ - オードリー・キャロライン（森なな子）
- アレクサンダー・イングランド - デヴィッド・アンダーソン（デイヴ）（佐々木啓夫）
- ジョシュ・ギャッド - テディ・マッギグル/ネイサン・シュナイダー（山本高広）
- ディーゼル・ラ・トラッカ - フェリックス
- キャット・スチュワート - テス (石井未紗)
- チャーリー・ホイットリー - マックス（泊明日菜）
- キム・チェン・ドーン - キム
- エイヴァ・カリョフィリス - ベス（飯沼南実）
- ウォルフガング・グレッドヒル - ウォルフガング
- ヴィヴィエンヌ・オールバニー - ヴィヴィエンヌ
- シャイア・ハンビー - シャイア
- カリラ・ピニョネス - カリア
- スティーヴン・ピーコック - スティーヴンス
- ナディア・タウンゼンド - サラ
- ジェイソン・チョン - 軍曹
- フェリックス・ウィリアムソン - ノヴァク
- ジンジー・オケニョ - 警備員
- ヘンリー・ニクソン - 警備員
- ラヘル・ロマーン - グリフィン
- その他の日本語吹き替え - 藤野彩水/望田ひまり/久遠エリサ/米田えん/三瓶雄樹/佐々木祐介

## 製作・公開
2017年10月30日、ルピタ・ニョンゴとジョシュ・ギャッドが本作に出演するとの報道があった。
2019年1月27日、本作はサンダンス映画祭でプレミア上映された。28日、ネオンが本作の全米配給権を獲得し、Huluが本作の全米配信権を獲得したと報じられた。7月31日、本作のファースト・トレイラーが公開された。9月12日、本作のオフィシャル・トレイラーが公開された。

## 評価
本作は批評家から好意的に評価されている。映画批評集積サイトのRotten Tomatoesには98件のレビューがあり、批評家支持率は84%、平均点は10点満点で6.84点となっている。サイト側による批評家の見解の要約は「ルピタ・ニョンゴのお馴染みの名演技のお陰で、『リトル・モンスターズ』は見事なホラー映画兼ロマコメ映画に仕上がっている。同作はゾンビ映画というジャンルに新鮮味を出せる素材がまだ残っていることを証明した。」となっている。また、Metacriticには17件のレビューがあり、加重平均値は59/100となっている。